# マレーシアの鉄道駅一覧
マレーシアの鉄道駅一覧は、マレーシアの鉄道駅の一覧である。
なるべく読みを付け、同名・同表記の駅には会社名・路線名も付けた。

## あ行
- アジア・ジャヤ駅（クラナ・ジャヤ線）
- アブドゥラ・フクム駅（クラナ・ジャヤ線）
- アラウ駅（マレー鉄道）
- アロー・スター駅（マレー鉄道）
- アンパン・パーク駅（クラナ・ジャヤ線）
- イポー駅（マレー鉄道）
- インビ駅（KLモノレール）

## か行
- カジャン駅（マレー鉄道）
- カンパー駅（マレー鉄道）
- カンポン・バル駅（クラナ・ジャヤ線）
- グア・ムサン駅（マレー鉄道）
- クアラ・クブ・バル駅（マレー鉄道）
- クアラ・ルンプール駅（マレー鉄道）
- クアラ・ルンプール国際空港駅（KLIAエクスプレス）
- クアラ・ルンプール・セントラル駅（マレー鉄道、KLIAエクスプレス、クラナ・ジャヤ線、KLモノレール）
- クアン駅（マレー鉄道）
- グヌアン駅（マレー鉄道）
- クポン駅（マレー鉄道）
- クポン・セントラル駅（マレー鉄道）
- グマス駅（マレー鉄道）
- クライ駅（マレー鉄道）
- クラナ・ジャヤ駅（クラナ・ジャヤ線）
- クリンチ駅（クラナ・ジャヤ線）
- クルアン駅（マレー鉄道）
- グルン駅（マレー鉄道）
- クンパス・バル駅（マレー鉄道）
- コタ・バハル駅（マレー鉄道）

## さ行
- サラッ・スラタン駅（マレー鉄道）
- サラッ・ティンギ駅（KLIAトランジット）
- ジョホール・バル駅（マレー鉄道）
- ジョホール・バル・セントラル駅（マレー鉄道）
- スガマッ駅（マレー鉄道）
- スガンブ駅（マレー鉄道）
- スプテ駅（マレー鉄道）
- スリム・リバー駅（マレー鉄道）
- スルダン駅（マレー鉄道）
- スレンダ駅（マレー鉄道）
- スレンバン駅（マレー鉄道）
- スンカイ駅（マレー鉄道）
- スンガイ・プタニ駅（マレー鉄道）
- スンガイ・ブロー駅（マレー鉄道）

## た行
- ダト・クラマ駅（クラナ・ジャヤ線）
- タナ・メラ駅（マレー鉄道）
- タパー・ロード駅（マレー鉄道）
- ダボン駅（マレー鉄道）
- ダマイ駅（クラナ・ジャヤ線）
- タマン・ジャヤ駅（クラナ・ジャヤ線）
- タマン・バハギア駅（クラナ・ジャヤ線）
- タマン・パラマウント駅（クラナ・ジャヤ線）
- ダンガ・シティ・モール駅（マレー鉄道）
- タンジュン・マリム駅（マレー鉄道）
- タンピン駅（マレー鉄道）
- ダン・ワギ駅（クラナ・ジャヤ線）
- チェラス駅（アンパン線）
- チャメッ駅（マレー鉄道）
- チャン・ソウ・リン駅（アンパン線）
- チョウ・キット駅（KLモノレール）
- チロイ駅（マレー鉄道）
- ティティワンサ駅（アンパン線、KLモノレール）
- トゥナン駅（マレー鉄道）
- トゥン・サンバンザン駅（KLモノレール）
- トゥンパ駅（マレー鉄道）

## な行
- ニライ駅（マレー鉄道）

## は行
- パサール・スニ駅（クラナ・ジャヤ線）
- パシール・マス駅（マレー鉄道）
- バターワース駅（マレー鉄道）
- バタン・カリ駅（マレー鉄道）
- パダン・ブサール駅（マレー鉄道）
- バタン・ブナール駅（マレー鉄道）
- バタン・ムラカ駅（マレー鉄道）
- バトゥ・ガジャ駅（マレー鉄道）
- バハウ駅（マレー鉄道）
- パロー駅（マレー鉄道）
- バンギ駅（マレー鉄道）
- バンク・ネガラ駅（マレー鉄道）
- バンサー駅（クラナ・ジャヤ線）
- バンダル・タシッ・スラタン駅（マレー鉄道、KLIAエクスプレス、アンパン線）
- ハン・トゥア駅（アンパン線、KLモノレール）
- ブキッ・ナナス駅（KLモノレール）
- ブキッ・ビンタン駅（KLモノレール）
- ブコッ駅（マレー鉄道）
- プトラ駅（マレー鉄道）
- プトラジャヤ・サイバージャヤ駅（KLIAトランジット）
- ブラン駅（マレー鉄道）

## ま行
- マスジット・ジャメ駅（クラナ・ジャヤ線）
- マハラジャレラ駅（KLモノレール）
- マルリ駅（アンパン線）
- ミッド・バレー駅（マレー鉄道）
- ムンキボル駅（マレー鉄道）
- メダン・トゥアンク駅（KLモノレール）

## や行
- ユニバーシティ駅（クラナ・ジャヤ線）

## ら行
- ラサ駅（マレー鉄道）
- ラジャ・チュラン駅（KLモノレール）
- ラハッ駅（マレー鉄道）
- ラビス駅（マレー鉄道）
- ラブ駅（マレー鉄道）
- ラワン駅（マレー鉄道）
- ルンガム駅（マレー鉄道）

## わ行
- ワカフ・バル駅（マレー鉄道）
- ワンサ・マジュ駅（クラナ・ジャヤ線）

## K行
- KLCC駅（クラナ・ジャヤ線）

## U行
- UKM駅（マレー鉄道）